# 沈氏长方蟹
沈氏长方蟹（学名：Metaplax sheni）为方蟹科长方蟹属的动物。在中国大陆，分布于福建等地，生活环境为海水，一般栖息于泥滩上。